# Kristian Brenden
Kristian Brenden (Lillehammer, 12 giugno 1976) è un ex saltatore con gli sci norvegese.

## Biografia
In Coppa del Mondo esordì il 18 febbraio 1996 a Iron Mountain (24°), ottenne il primo podio il 30 novembre successivo a Lillehammer (2°) e la prima vittoria il giorno successivo nella medesima località.
In carriera prese parte a un'edizione dei Giochi olimpici invernali, Nagano 1998 (8° nel trampolino normale, 13° nel trampolino lungo, 4° nella gara a squadre), a una dei Campionati mondiali, Ramsau am Dachstein 1999 (6° nella gara a squadre il miglior risultato), e a una dei Mondiali di volo, Oberstdorf 1998 (7°).

## Palmarès

### Coppa del Mondo
- Miglior piazzamento in classifica generale: 7º nel 1997
- 8 podi (tutti individuali):
  - 2 vittorie
  - 2 secondi posti
  - 5 terzi posti

#### Coppa del Mondo - vittorie
| Data             | Località    | Nazione  | Trampolino          |
| ---------------- | ----------- | -------- | ------------------- |
| 1º dicembre 1996 | Lillehammer | Norvegia | Lysgårdsbakken K120 |
| 17 gennaio 1998  | Zakopane    | Polonia  | Wielka Krokiew K116 |

#### Torneo dei quattro trampolini
- 1 podio di tappa[1]:
  - 1 secondo posto

#### Nordic Tournament
- 2 podi di tappa[1]:
  - 2 terzi posti